# ورشة قبعة الساحر
ورشة قبعة الساحر (بالإنجليزية: Witch hat Atelier)‏ هي سلسلة مانغا يابانية تنشر من قبل دار كودانشا منذ يوليو 2016.